# Give Up
Give Up es el álbum debut de la banda The Postal Service lanzado a principios de 2003 con Sub Pop Records. Este disco es el segundo de esta discográfica en recibir un disco de oro con más de 650 000 copias vendidas, siendo el primero Bleach de Nirvana. La canción "Such Great Heights" ha sido usada en varios comerciales de Estados Unidos.

## Canciones
1. "The District Sleeps Alone Tonight" – 4:44
2. "Such Great Heights" – 4:26
3. "Sleeping In" – 4:21
4. "Nothing Better" (con Jen Wood) – 3:46
5. "Recycled Air" – 4:29
6. "Clark Gable" – 4:54
7. "We Will Become Silhouettes" – 5:00
8. "This Place Is a Prison" – 3:54
9. "Brand New Colony" – 4:12
10. "Natural Anthem" – 5:07

## Créditos
- Ben Gibbard - voz, guitarra, teclado, piano eléctrico, batería, letras
- Jimmy Tamborello - programación, acordeón, teclado
- Chris Walla- piano
- Jenny Lewis - coros
- Jen Wood - coros

## Listas de éxitos

### Álbum
| Billboard     | Billboard       | Billboard              | Billboard             |
| ------------- | --------------- | ---------------------- | --------------------- |
| Billboard 200 | Top Heatseekers | Top Independent Albums | Top Electronic Albums |
| 114           | 1               | 3                      | 1                     |

### Sencillos
| Sencillo                     | Billboard Hot 100 |
| ---------------------------- | ----------------- |
| "We Will Become Silhouettes" | 82                |